# Käringtand (musikalbum)
Käringtand är ett musikalbum från 1976 med den svenska vissångerskan Margareta Söderberg på vilket även musikgrupperna Arbete & Fritid och Pojkarna på Storholmen medverkar. Inspelningen gjordes av Bo Anders Larsson och Olle Ramm under 1975 och utgavs av YTF 1976 (skivnummer YTF-50130).

## Låtlista
Sida A:
1. Liten vallpiga (Svensk medeltidsballad, trad. efter Svea Jansson, Åboland) - med Karin Birebacken, Fred Lane och Thomas Lundqvist
2. Varulven (Svensk medeltidsballad, trad.) - a cappella
3. Häxan i konung Karls tid (Text och musik: Carl Jonas Love Almqvist) - med Arbete & Fritid
4. Den bortsålda (Svensk medeltidsballad, trad. efter Helmi Brenner, Snappertuna) - med Arbete & Fritid
5. Hör du Siri, dotra mi (Trad.) - a cappella
6. Katta ligger på ugna (Trad. barnvisa från Jämtland efter Ulrika Lindholm) - a cappella
7. Hjälpgummestrejken i Skövde 1903 (Trad.) - med Pojkarna på Storholmen
8. Kata Dalström (Trad., text: Bo Granhammar) - med Pojkarna på Storholmen

Sida B:
1. Barn (Text och musik: Margareta Söderberg) - med Arbete & Fritid
2. Avskedet (Text: Carsten Palmaer, Annika Ottosson, japansk folkmelodi) - a cappella
3. Murarhantlangerskornas strejk 1888 (Trad.) - med tjejkör
4. Lärandets lov (Text: Bertolt Brecht, musik: Hanns Eisler) - med Arbete & Fritid
5. Haiphong (Text: Carsten Palmer, musik: norsk, trad.) - a cappella
6. Sången om den lilla vinden (Text: Bertolt Brecht, musik: Hanns Eisler) - med Arbete & Fritid
7. Sången om Moldau (Text: Bertolt Brecht, musik: Hanns Eisler) - med Arbete & Fritid